# Blussans
Blussans è un comune francese di 189 abitanti situato nel dipartimento del Doubs nella regione della Borgogna-Franca Contea.

## Storia

### Simboli
Il disegno dello stemma richiama l'etimologia di Blussans, il cui nome di origine celtica significherebbe "torrente della valle".

## Società

### Evoluzione demografica
Abitanti censiti